# Kaartinkaupunki
Kaartinkaupunki est un quartier d'Helsinki, la capitale de la Finlande.

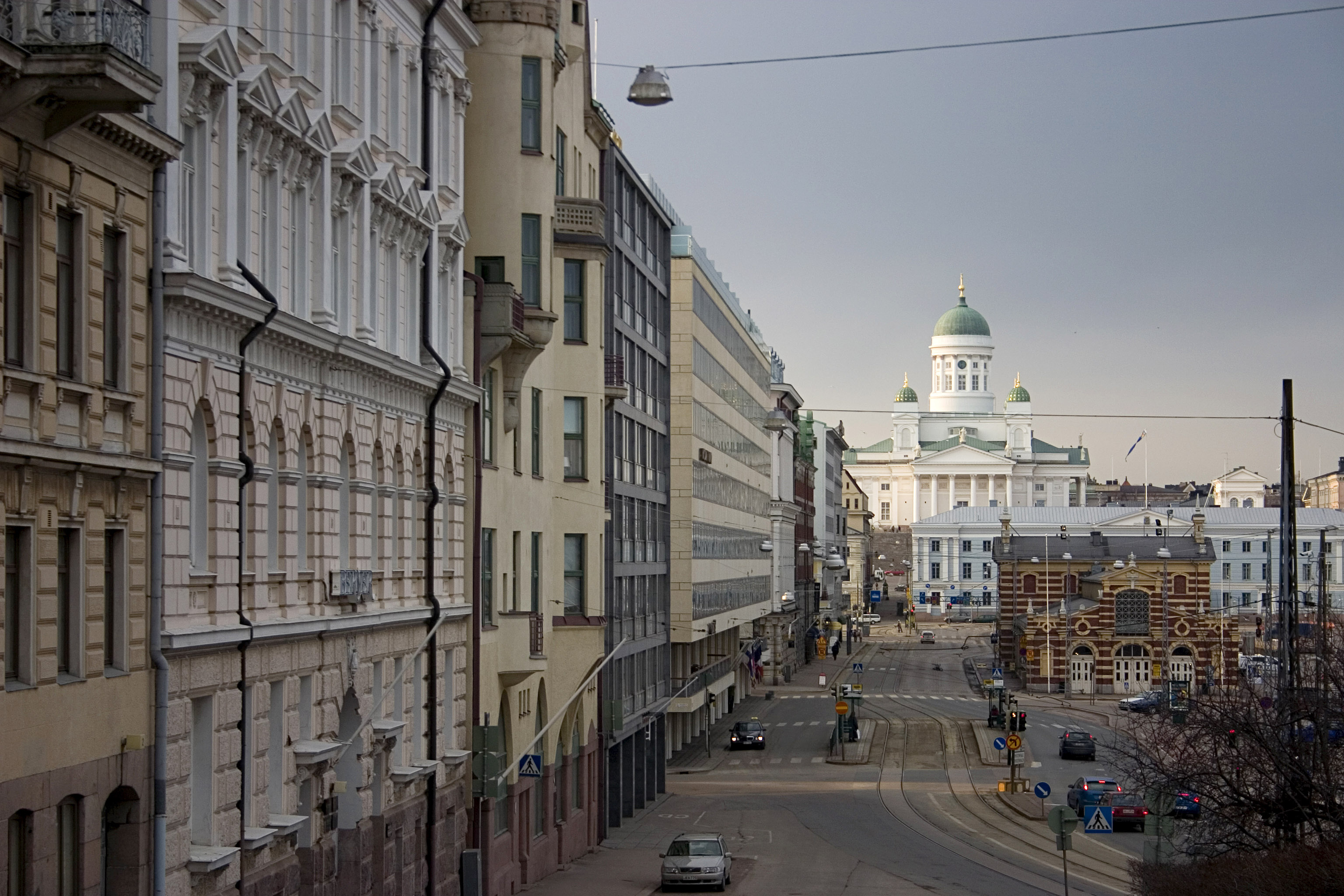
Eteläranta. À droite la Vieille halle, au fond la Cathédrale luthérienne d'Helsinki

## Population
Kaartinkaupunki comprend la zone située entre le parc de l'Esplanade et la colline de l'observatoire. 
Son premier plan d'urbanisme a été confirmé en 1812, mais le quartier n'a été nommé qu'en 1959.
Kaartinkaupunki doit son nom à la Caserne de la Garde. 
La partie la plus ancienne de la caserne a été achevée en 1822. 
Elle a été construite à l'origine comme résidence pour le bataillon d'entraînement d'Helsinki, la forme initiale de la garde finlandaise.
Les frontières de Kaartinkaupunki sont approximativement comme suit:
Yrjönkatu – Uudenmaankatu – Erottajankatu – Mannerheimintie – Pohjoisesplanadi – Canal de Katajanokka où la frontière tourne vers le sud. 
Au milieu de la zone d'eau du Port du sud d'Helsinki, la frontière tourne du côté nord du Makasiiniterminaali à traverse le stationnement du terminal vers Eteläranta 4. 
Le long de la bordure orientale d'Eteläranta, la frontière se déroule vers le sud en longeant le parc de la colline de l'observatoire du côté sud de l'église allemande puis continue le long de Fabianinkatu - Kaartinkuja - Kasarmikatu - Punanotkonkatu - Yrjönkatu.
Kaartinkaupunki comprend également le parc Esplanadi et Kauppatori, ainsi que toute la zone de rue de Pohjoisesplanadi qui longe leur limite nord, mais pas les bâtiments le long de ladite rue avec leurs terrains, qui appartiennent à Kruununhaka ou Kluuvi.
Kaartinkaupunki a une superficie de 0,33 km2.
À la fin de 2020, la population de Kaartinkaupunki était de 1 057 habitants, pour 10 512 emplois à la fin de 2017.

## Lieux et monuments
| Ouvrage                              | Image |
| ------------------------------------ | ----- |
| Place du Marché d'Helsinki           |       |
| Bassin du choléra                    |       |
| Esplanadi                            |       |
| Smolna                               |       |
| Vieille halle du marché d'Helsinki   |       |
| Théâtre suédois                      |       |
| Caserne des pompiers d'Erottaja      |       |
| Bibliothèque de la rue Rikhardinkatu |       |
| Musée de l'architecture finlandaise  |       |
| Musée du Design d'Helsinki           |       |
| Église allemande d'Helsinki          |       |
| Manège de la Garde                   |       |
| Maison de l'agronomie                |       |
| Havis Amanda                         |       |

## Transport
Le quartier est desservi par les lignes 2 et 10 du tramway d'Helsinki.

## Galerie

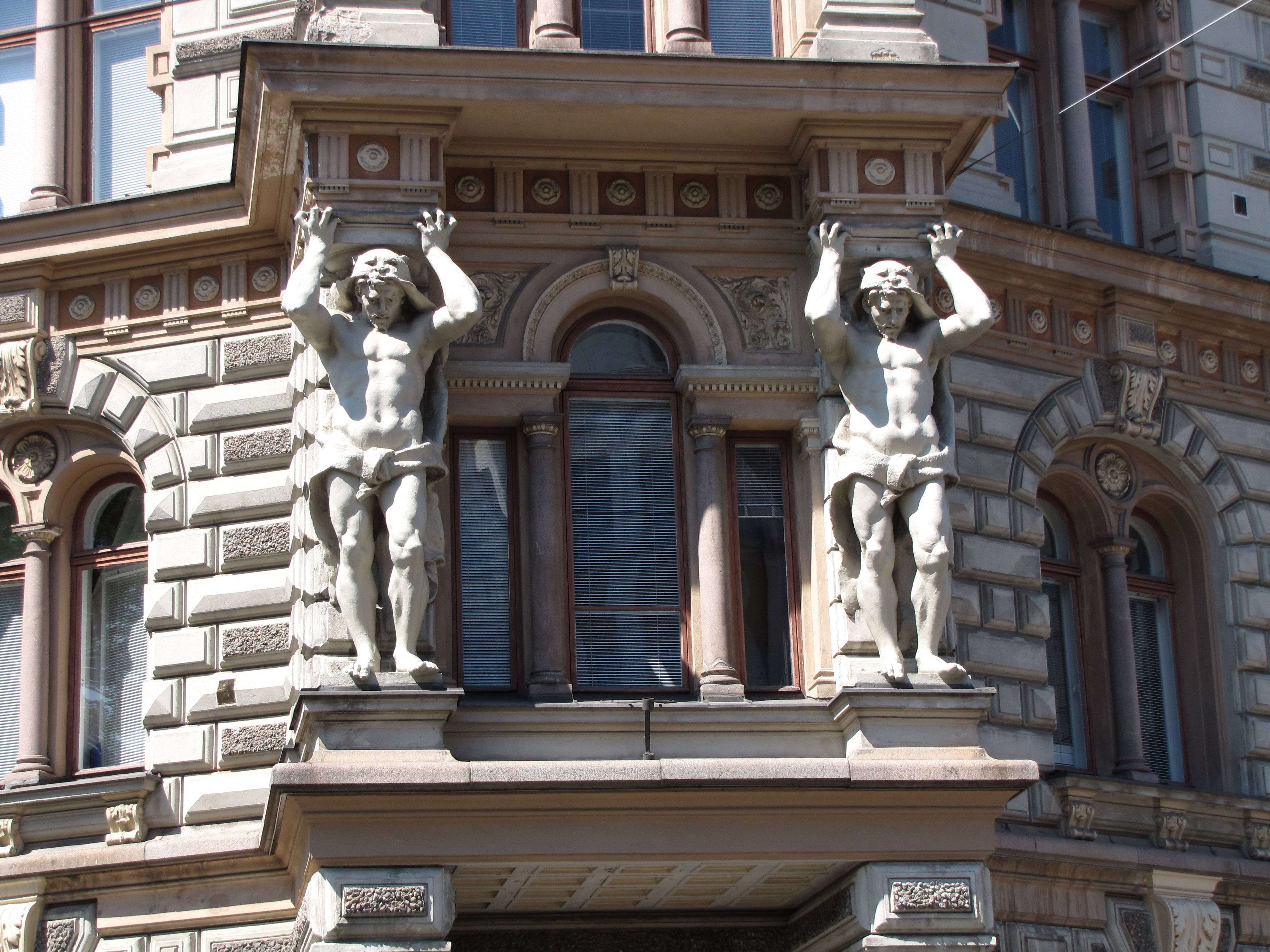
Bâtiment de la compagnie d'assurances Kaleva, Rue Erottaja, (1889)[2].
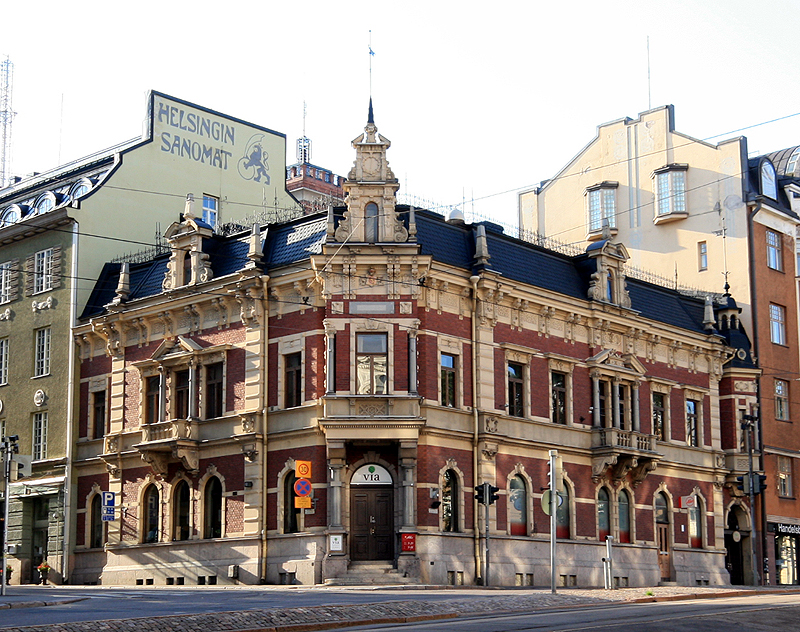
Bâtiment au coin Rue Ludviginkatu et Rue Erottajankatu Architecte Sebastian Gripenberg (1893),
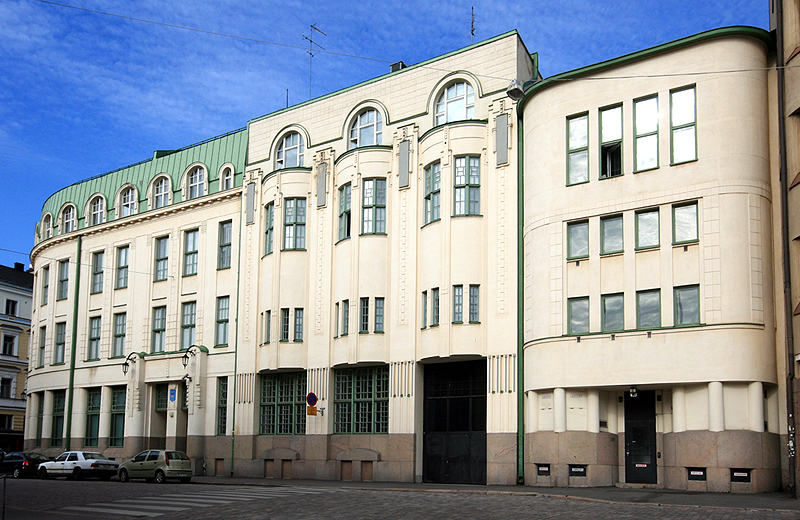
Kasarmikatu 30,
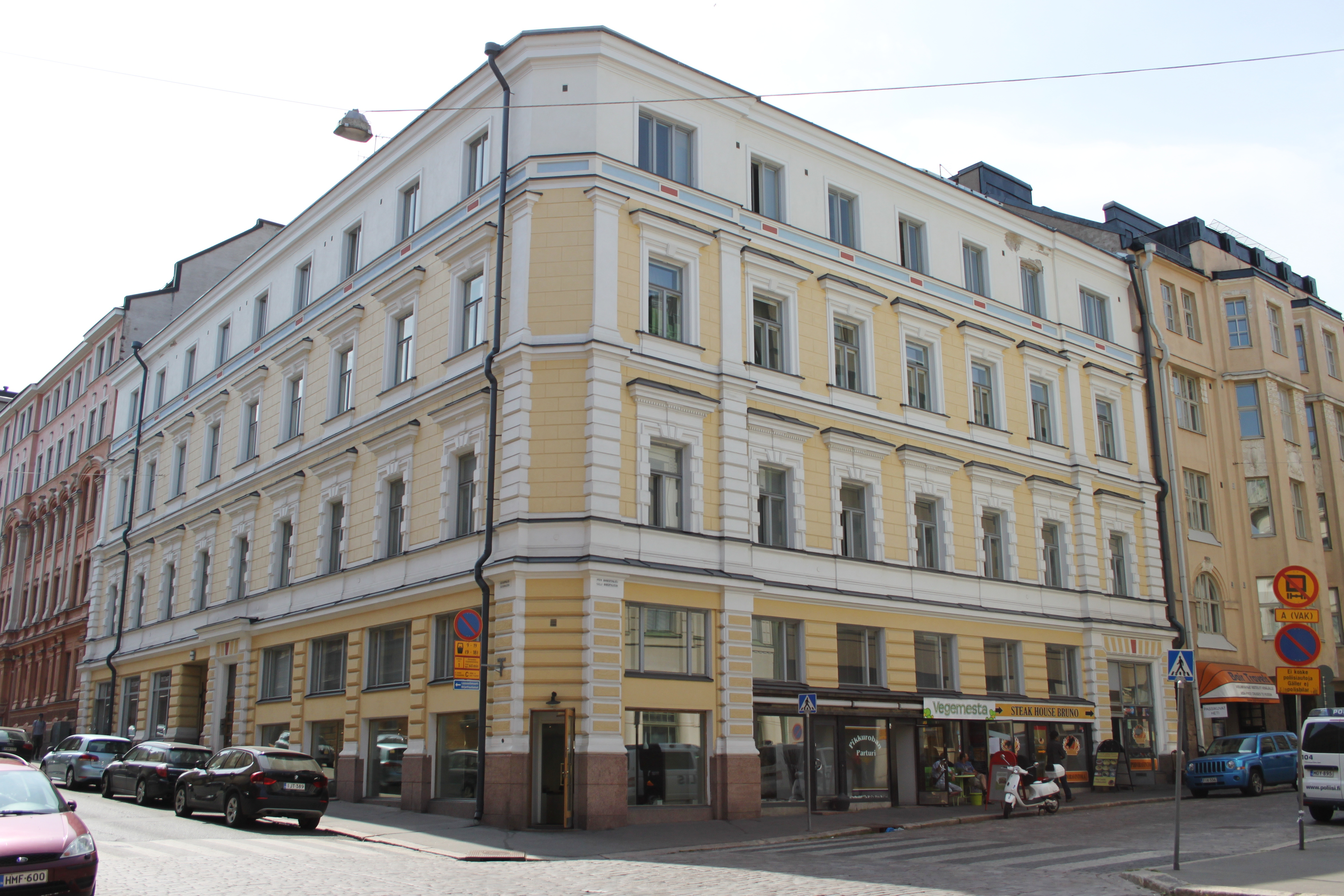
Kasarmikatu 28,
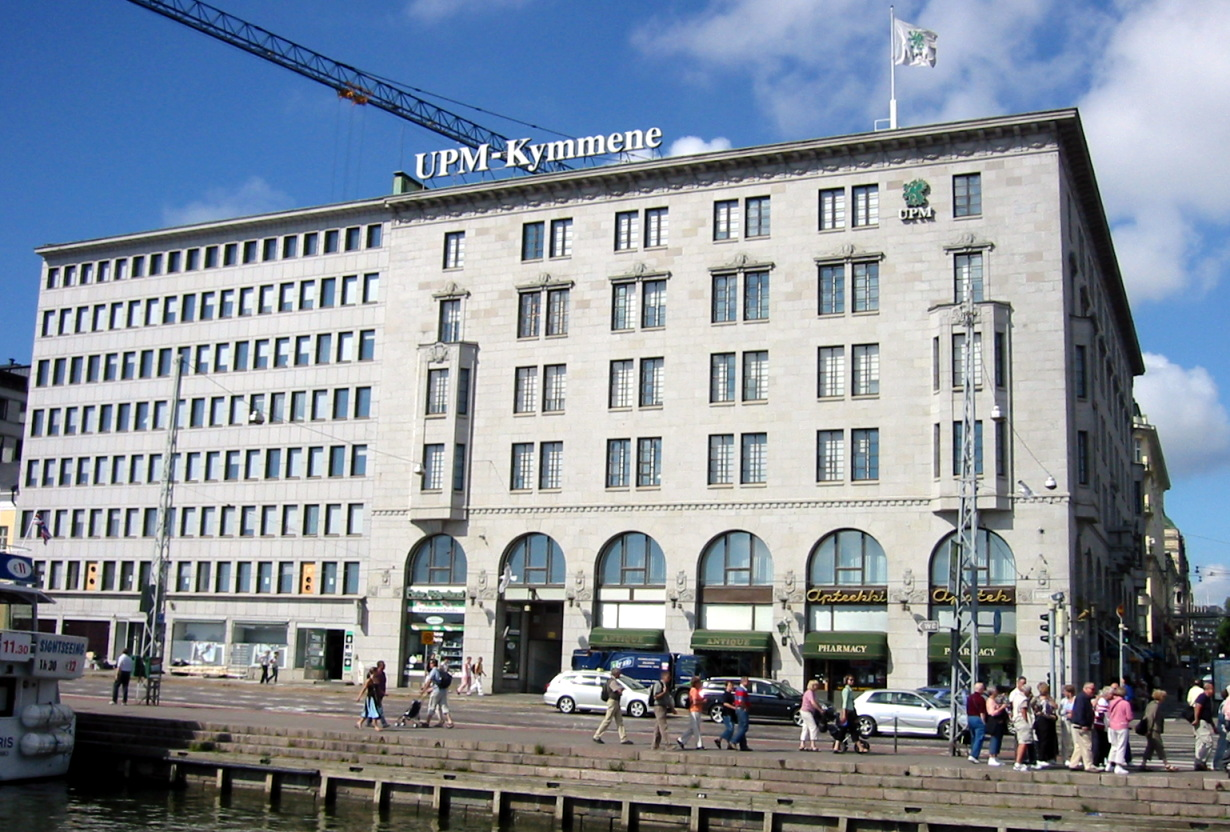
Siège d'UPM-Kymmene,

## Voir  aussi